# Margerie Bonner
Margerie Bonner (17 de febrero de 1905 – 28 de septiembre de 1988) fue una actriz cinematográfica de nacionalidad estadounidense, cuya carrera transcurrió principalmente en la época del cine mudo.
Nacida en Washington D. C. era la hermana menor de la actriz Priscilla Bonner. En 1940, tras dar por finalizada su carrera de actriz, ella se casó con el escritor británico Malcolm Lowry, con quien colaboró en la elaboración de sus escritos. También jugó un rol decisivo en la edición y publicación de buena parte de la obra que su marido dejó inconclusa.
Margerie Bonner falleció en  Los Ángeles, California, en 1988.

## Selección de su filmografía
- Reno (1923)
- Daughters of Today (1924)
- Broadway Lady (1925)
- High and Handsome (1925)
- Secret Orders (1926)
- Trail of Courage (1928)
- The Film Parade (1933)
- Cleopatra (1934)